# Лейбовиц, Энни
Анна-Лу (Энни) Лейбовиц (англ. Anna-Lou «Annie» Leibovitz; род. 2 октября 1949, Уотербери, Коннектикут) — американский фотограф. Специализируется на портретах знаменитостей.

## Биография
Энни была третьей из шести детей в семье офицера ВВС США Сэмюэла Лейбовица (1914—2005). Её прабабушка и прадед со стороны матери были еврейскими эмигрантами из России, а родители её отца приехали в Америку из Румынии. Мать, Мэрилин Эдит Лейбовиц (урождённая Хайт, 1923—2007), была преподавателем современного танца. Семья часто переезжала из-за служебных обязанностей отца, и свои первые кадры Энни отсняла на Филиппинах, куда её отца расквартировали на время войны во Вьетнаме.
Училась в Институте искусств Сан-Франциско. С 1970 года работала фотографом в журнале Rolling Stone.
В 1970 году друг Энни уговорил её отнести снимки в журнал Rolling Stone. Она пришла с чемоданом фотографий: протесты, митинги против войны в Сан-франциско и Беркли, Израиль, где она снимала некоторое время. Молодому коллективу Rolling Stone понравилась Энни, и её взяли. Она быстро стала звездой журнала и проработала в нём 13 лет. В ранние годы работы в журнале она носила с собой три камеры с установленными на них 35 мм, 55мм и 105 мм объективами, поскольку не хотела тратить время на их смену. Зум-объективы в те годы были плохого качества и фотографы, снимающие на зум-объективы, не воспринимались всерьёз.
С 1983 года работает в журнале Vanity Fair, для которого делает портретные фотографии знаменитостей.

## Наиболее известные фотографии
- обнажённый Джон Леннон целует одетую лежащую рядом с ним Йоко Оно. Эта фотография была сделана 8 декабря 1980 года всего за несколько часов до убийства Леннона.
- обнажённая Деми Мур в костюме, нарисованном прямо на теле.
- Вупи Голдберг в ванне с молоком.
- Христо, полностью задрапированный и невидимый.
- Майли Сайрус с обнажённой спиной, снимок опубликован в июне 2008 года в журнале Vanity Fair; актрисе на тот момент было только 15 лет.
- Кэти Перри в фотосессии для американского издания журнала Vogue, июль 2013.
- 21 апреля 2016 года к 90-летию Елизаветы II опубликована серия фотографий Британской королевской семьи[7].
- Криштиану Роналду и Лионель Месси в рекламе Louis Vuitton, опубликовано 19 ноября 2022 года.

### Джон Леннон, 1980
8 декабря 1980 года Лейбовиц фотографировала Леннона для обложки журнала Rolling Stone.
После нескольких попыток сделать одиночный портрет Леннона (то, чего журнал ждал от фотографа), музыкант настоял на том, чтобы на обложке были оба — и он, и его жена Йоко Оно. Тогда Лейбовиц попыталась воссоздать сцену с поцелуем в духе обложки альбома Double Fantasy, которой она восторгалась. Она попросила Джона снять одежду и прижаться к Йоко. Сама фотограф вспоминает об этом так: «Йоко спросила, нужно ли ей снять хотя бы верхнюю часть одежды, и я ответила — нет, не нужно, ещё не понимая, каким именно должно быть изображение. Когда Джон обнял её, это выглядело потрясающе сильно. Это выглядело так, будто ей холодно и он согревает её. Первая проба на Polaroid привела в восторг их обоих. Джон сказал: „В этом кадре ты показала наши отношения именно такими, какие они есть. Пообещай мне, что он будет на обложке“. Я посмотрела ему в глаза и поняла, что сделка свершилась».
По воле судьбы, этот кадр, отснятый Лейбовиц, стал последним профессиональным снимком Леннона. Музыкант был убит пять часов спустя.
Выпустили обложку с этим фото, без названия, только с логотипом журнала, 22 января 1981 года. В 2005 году Американское сообщество редакторов журналов признало её лучшей журнальной обложкой за последние 40 лет.
В 1993 году художники Сэм Тейлор-Вуд и Генри Бонд повторили фотографию Энни Лейбовиц с собой вместо Йоко Оно и Джона Леннона. Их работа, названная «26 October 1993», участвовала в одной из важных выставок Молодых британских художников «Бриллиант!», а теперь находится в коллекции Тейт Модерн.
В 2009 году Терри Ричардсон сделал оммаж Энни Лейбовиц, сняв в тех же позах на месте Йоко Оно — её сына Шона Леннона, а на месте Джона Леннона — подругу Шона актрису и модель Кемп Мул.

## Признание
- Премия принца Астурийского (2013).

## Личная жизнь
- Отец — Сэм Лейбовиц
- Мать — Мэрилин Лейбовиц
- партнер Сьюзен Зонтаг (до смерти писательницы)

У Лейбовиц три дочери:
- Сара Кэмерон Лейбовиц англ. Sarah Cameron Leibovitz; род. 2001
- Сьюзан и Сэмюэль Лейбовиц англ. Susan and Samuelle Leibovitz; род. 2005